# Julien Bontemps
Julien Bontemps (Épinal, 1 de junho de 1979) é um velejador francês, medalhista olímpico de prata, e tri-campeão mundial.

## Carreira
Julien Bontemps representou seu país nos Jogos Olímpicos de 2004, 2008 e 2012, na qual conquistou a medalha de prata em 2008 na classe RS:X. 